# شيربان شيوكوليسكو
شيربان شيوكوليسكو (7 سبتمبر 1902 - 25 يونيو 1988) كان ناقدًا أدبيًا رومانيًا ومؤرخًا وكاتب عمود، وقد شغل مناصب تدريسية في الأدب الروماني في جامعة ياش وجامعة بوخارست أيضًا كعضو في الأكاديمية الرومانية ورئاسة مكتبتها. وغالبًا ما يوصف بأنه أحد أكثر النقاد الرومانيين حضورًا في فترة ما بين الحربين العالميتين، فقد شارك في النقاشات الثقافية في ذلك العصر، وباعتباره متعاطفًا يساريًا يدعم العلمانية، فقد شارك في جدالات طويلة مع مواقع الصحافة التقليدية واليمين المتطرف والقوميين. ومنذ وقت مبكر من حياته المهنية برز شيوكوليسكو أيضًا لنهجه الانتقائي للحداثة الأدبية والطليعية، مفضلًا وضع مراجعه الثقافية مع الكلاسيكية الجديدة.
اشتهر بأبحاثه في أعمال وسير الكاتبين أيون لوكا كاراجياله وتودور أرغيزي، ويعتبر أحد الخبراء الرواد في هذه الموضوعات، وكان في الأساس كاتب عمود أدبي. وعمل شيوكوليسكو طوال حياته مع الصحافة الرومانية البارزة، من بينها صحف أدفيرول، وكورنتول، ودريبتاتيه، ورومانيا ليترارا، بعد تهميشه من قبل الحكومات الفاشية خلال الحرب العالمية الثانية واضطهاد النظام الشيوعي حتى الستينيات من القرن العشرين، وطور شيوكوليسكو لاحقًا علاقة غامضة مع السلطات الشيوعية الوطنية، وعاد إلى الاتجاه الثقافي السائد واستعاد تأثيره على المشهد الأدبي. وحتى وقت متأخر أثار شيوكوليسكو العديد من الخلافات، في المقام الأول من خلال التحدث علنًا ضد الكتاب الوحدانيين المتمردين والشعر المبتكر لنيكيتا ستانيسكو.
كان لشيوكوليسكو علاقة معقدة مع النقاد من جيله، بين صداقة طويلة الأمد مع فلاديمير سترينو وخصومة متقلبة مع جورج كالينسكو. وكان لديه شقيق كاتب مقالات وناقد وضحية للنظام الشيوعي اسمه رادو شيوكوليسكو، وهو والد الكاتب باربو شيوكوليسكو.

## سيرته

### سنواته المبكرة
كان شيربان شيوكوليسكو طفلًا مريضًا ومكبوتًا، كما ذكر لاحقًا، وكان يستمتع بقضاء وقته في حديقة العائلة. وقد وُلِد في بوخارست، وكان الابن الثاني للمهندس ن. شيوكوليسكو، والشقيق الأصغر (بسنة واحدة) لرادو، الذي اشتهر لاحقًا بأعماله الأدبية الأصلية وترجماته عن مارسيل بروست. وتوفي كلا الوالدان عندما كان الأخوان صغيرين: توفي والدهما عام 1912، ووالدتهما عام 1914. ثم تكفل جداهما برعايتهما والذين فضلا، حسب ما قيل، نهجًا صارمًا في التعليم. ووفقًا لشيوكوليسكو، على الرغم من طبيعة جدته الصارمة والجافة، فقد ساهمت في النهاية بتقوية نفسه داخليًا، نظرًا إلى أن «السعادة ليس لها فضائل تعليمية».
جرى الانتهاء من تعليم شيوكوليسكو الابتدائي في مدرسة شفيتز تيرين الداخلية، والتي تركته بمزيد من الذكريات المزعجة. وتخرج لاحقًا من مدرسة ترايان الثانوية في تورنو سيفيرين، وهو ميناء على الدانوب في غرب رومانيا. وبعد ذلك التحق بكلية الآداب والفلسفة بجامعة بوخارست، حيث تخصص في دراسة اللغة الفرنسية. وكان من بين أساتذة شيوكوليسكو النقاد ميخائيل دراغوميريسكو وأوفيد دنسوسيانو، وباحث الأدب المقارن تشارلز دروه، وكذلك المؤرخان نيكولاي يورغا، وفاسيلي بارفان. وقد جعل نفسه معروفًا في وقت مبكر من خلال التحدث عن رأيه خلال محاضرات دراغوميريسكو، والابتعاد عن آراء معلمه. وخلال إحدى فصول دراغوميريسكو التقى شيوكوليسكو لأول مرة بفلاديمير سترينو، الذي أصبح أقرب صديق له. مثلما تعرّف بزميلته ماريا (ميوارا) يوفيتشويو ووقع في حبها، والتي تزوجها بعد فترة وجيزة.
ظهر شيوكوليسكو لأول مرة في الصحافة عام 1923، عندما بدأ بنشر المراجعات في الملحق الأدبي لمجلة فاكلا، المجلة التي أنشأها وقادها الكاتب الاشتراكي إن دي كوسيا. كما يتذكر شيوكوليسكو لاحقًا، شجعه كوسيا على متابعة هذا النشاط بشكل أكبر، قائلًا له: «أعتقد أن لديك طبيعة الناقد». وعلى مدى السنوات التالية نشر العديد من المقالات والأعمدة المنتظمة في عدة أماكن، بما في ذلك صحيفة أدفيرول اليومية اليسارية وجريدة كاميل بيتريسكو الأسبوعية أسبوع العمل الفكري والفني. وكان أيضًا مشاركًا في مجلة سبوراتورول، التي أنشأها زميله الأكبر سنًا المنظر الأدبي أيوجين لوفينيسكو.
خضع لمزيد من التدريب في فرنسا (1926-1928)، حيث درس في المدرسة التطبيقية للدراسات العليا بجامعة باريس وكوليج دو فرانس. وبدأ بكتابة رسالة الدكتوراه حول حياة وعمل رجل الأدب الفرنسي فرديناند برونيتييه، وكان قد تقدم في البداية للحصول على منحة حكومية، لكنه خسرها عندما اكتشفت شرطة الولاية، سيغورانا ستاتولوي، إشاعة بأنه يحمل أفكارًا يسارية مشبوهة، وفتحت ملفًا بشأنه. وبدلًا من ذلك اعتمد على الأموال الموروثة من عائلة أمه أسرة مايلوتين، لتمويل رحلته ودراسته وإعالة زوجته الحامل. ثم ولد ابنهما باربو شيوكوليسكو قبل نهاية إقامتهما، وهو حدث أدى إلى زيادة نفقات الأسرة. وخلال نفس الفترة كان شيوكوليسكو يتردد على طلاب رومانيين آخرين في باريس، مثل عالم الاجتماع ميرتشا فولكونيسكو واللغوي ألكسندرو غراور.

### بداياته
بعد وقت قصير من عودته من باريس أثبت شيوكوليسكو وجوده على الساحة الأدبية، وبدأ يتردد على النادي الأدبي البوهيمي غير الرسمي الذي جرى تأسيسه في مطعم كاسا كابوا. ونُقلت أحد مناظراته الأولى مع زميله بيربيسيوس عن طريق مجلة أدفيرول: وجد شيوكوليسكو أن النسبية الجمالية لخصمه ورفضه للطائفية لا تتوافقان مع مهمة الناقد. وبين عامي 1928 و1929 كان شيوكوليسكو وسترينو ضمن طاقم عمل كالنديه، وهي مجلة أدبية نُشرت في بيتيشت في مقاطعة أرغيس. وبعد فترة قصيرة عمل خلالها كمدرس في بلدة غويتي (حيث كان مساهمًا بارزًا في المراجعة الحداثية القصيرة العمر كريستالول)، التحق شيوكوليسكو بالخدمة المدنية، وأصبح مفتشًا للمدارس الرومانية. وكانت هذه البداية المزعومة لتنافس موثق مدى الحياة بين شيوكوليسكو والمؤرخ الأدبي جورج كالينسكو: يقال إن المفتش اختار التدخل خلال فصل اللغة الإيطالية الذي كان كالينسكو يعطيه لطلاب المدارس الثانوية، وتمكن من إثارة حنقه.
بين عامي 1928 و1937 عندما حُظرت الصحيفة، كان شيوكوليسكو مع فيليكس أديركا ولوفينيسكو، أحد كتاب الأعمدة الأدبيين الرئيسيين في أدفيرول، يكتبون دراسات عن روايات لكاميل بيتريسكو وليفيو ريبريانو وميخائيل سادوفينو. تضمنت مساهماته أيضًا قطعًا جدلية حول موضوعات ثقافية عامة، مثل مقال عام 1929 عن الرومانيين، وعملية تكوينهم العرقي والصلات مع الإمبراطورية الرومانية (بعنوان لاتينيتاتا نواسترا، «لاتينيتنا»). وفي عام 1934 جرى نشر مقالة أخرى من قبل المراجعة الأدبية التي ترعاها الدولة ريفيستا فوناداتيلور ريغاليه. وكانت نظرة عامة على الروايات والروائيين المتنوعة الذين أبدوا ملاحظاتهم خلال العام السابق: ميرتشا إلياده، وغيب ميهيسكو، وسيزار بيتريسكو، وغالا غالاكشن، وكونستانتين ستير، وإيونيل تيودوريانو، وتودور تيودوريسكو-برانيتي، وداميان ستونويو، وجورج ميخائيل زامفيريسكو، ودراغوميريسكو، ولوفينيسكو، وكاميل بيتريسكو، وريبريانو وسادوفينو.
كانت أولى مساهماته في النشر هي إصدار عام 1935 الذي يغطي الجزء الأخير من حياة أيون لوكا كاراجياله، كما يتضح من المراسلات بين الكاتب والناقد الأدبي بول زاريفوبول. كما غطى اهتمامه بمؤلف القرن التاسع عشر الملاحظات غير المنشورة لابنه المتوفى حديثًا الروائي ماتيو كاراجياله. وقد درس ملاحظات ماتيو ونسخها جزئيًا، والتي ورد أن بعضها ادعاءات معادية بشأن والده، واختفت كل من الملاحظات وجزء كبير مما قدمه (اقتبسه شيوكوليسكو نفسه لأجل إيكاترينا أخت ماتيو غير الشقيقة) في ظروف غامضة خلال العقد التالي.